# 1817 en philosophie
Chronologie de la philosophie
- 1813
- 1814
- 1815
- 1816
- 1817
- 1818
- 1819
- 1820
- 1821

L’année 1817 a été marquée, en philosophie, par les événements suivants :

## Publications
- Publication de l’Encyclopédie des sciences philosophiques, d'Hegel.

## Naissances
- 18 avril : George Henry Lewes, philosophe britannique, mort en 1878.
- 15 mai : Debendranath Tagore, philosophe indien, mort en 1905.
- 12 juillet : Henry David Thoreau, philosophe américain, mort en 1862.

## Décès
- 14 juillet : Madame de Staël, femme de lettres française, née en 1766, morte à 51 ans.